# Arnaud Dony
Arnaud Dony (Bélgica, 8 de mayo de 2004) es un futbolista belga que juega de defensa en el Union Saint-Gilloise de la Primera División de Bélgica.

## Trayectoria
Tras jugar en las categorías inferiores del Wanze Bas-Oha, Dony se incorporó en 2019 al equipo juvenil del Sint-Truiden. Debutó con el Sint-Truiden el 20 de febrero de 2022 contra el Oud-Heverlee Leuven.
El 9 de junio de 2022 firmó un contrato con la Royale Union Saint-Gilloise por un periodo de tres años, con opción a prórroga de otros dos.

## Selección nacional
Disputó 2 partidos con la selección belga sub-16 en 2020 y 6 partidos con la selección belga sub-18 en 2021.

## Estadísticas

### Clubes
Actualizado al último partido disputado el 10 de noviembre de 2023.
| Club                                  | Div.          | Temporada     | Liga  | Liga  | Copas nacionales | Copas nacionales | Copas internacionales | Copas internacionales | Total | Total |
| Club                                  | Div.          | Temporada     | Part. | Goles | Part.            | Goles            | Part.                 | Goles                 | Part. | Goles |
| ------------------------------------- | ------------- | ------------- | ----- | ----- | ---------------- | ---------------- | --------------------- | --------------------- | ----- | ----- |
| Sint-Truidense · Bélgica              | 1.ª           | 2021-22       | 3     | 0     | 0                | 0                | ―                     | ―                     | 3     | 0     |
| Sint-Truidense · Bélgica              | Total club    | Total club    | 3     | 0     | 0                | 0                | 0                     | 0                     | 3     | 0     |
| Royale Union Saint-Gilloise · Bélgica | 1.ª           | 2022-23       | 6     | 0     | 1                | 0                | 0                     | 0                     | 7     | 0     |
| FCV Dender EH · Bélgica               | 2.ª           | 2023-24       | 6     | 1     | 1                | 0                | ―                     | ―                     | 7     | 1     |
| FCV Dender EH · Bélgica               | Total club    | Total club    | 6     | 1     | 1                | 0                | 0                     | 0                     | 7     | 1     |
| Royale Union Saint-Gilloise · Bélgica | 1.ª           | 2024-25       | 0     | 0     | 0                | 0                | 0                     | 0                     | 0     | 0     |
| Royale Union Saint-Gilloise · Bélgica | Total club    | Total club    | 6     | 0     | 1                | 0                | 0                     | 0                     | 7     | 0     |
| Total carrera                         | Total carrera | Total carrera | 15    | 1     | 2                | 0                | 0                     | 0                     | 17    | 1     |

## Palmarés

### Títulos nacionales
| Título               | Club                 | País    | Año  |
| -------------------- | -------------------- | ------- | ---- |
| Copa de Bélgica      | Union Saint-Gilloise | Bélgica | 2024 |
| Supercopa de Bélgica | Union Saint-Gilloise | Bélgica | 2024 |